# فيدار أورن كجارتانسون
فيدار أورن كجارتانسون (بالإنجليزية: Viðar Örn Kjartansson)‏ هو لاعب كرة قدم أيسلندي، من مواليد 11 مارس 1990، يلعب لنادي اتروميتوس.

## روابط خارجية
- فيدار أورن كجارتانسون على موقع الاتحاد الأوربي (الإنجليزية)
- فيدار أورن كجارتانسون على موقع اتحاد النرويج (النرويجية)
- فيدار أورن كجارتانسون على موقع اتحاد تركيا (لاعب) (الإنجليزية)
- فيدار أورن كجارتانسون على موقع قاعدة بيانات كرة القدم.إي يو (الإنجليزية)
- فيدار أورن كجارتانسون على موقع ناشيونال فوتبول تيمز (الإنجليزية)
- فيدار أورن كجارتانسون على موقع Soccerway.com (الإنجليزية)
- فيدار أورن كجارتانسون على موقع عالم كرة القدم.نت (الإنجليزية)
- فيدار أورن كجارتانسون على موقع AS.com (الإسبانية)